# Lya De Putti
Lya De Putti (née en 1897 en Autriche-Hongrie et morte en 1931 à New York) fut une actrice du cinéma muet remarquée pour ses rôles de femme fatale, « vamp malgré elle ».

## Biographie
Née Amália Putti (hongrois : Putti Amália) à Vécse, Autriche-Hongrie (aujourd'hui Vojčice en Slovaquie), elle était la fille de Julius de Putti (hongrois : Putti Gyula), baron et officier de cavalerie, et de Mária Holyos (hongrois : Holyos Mária), une comtesse.

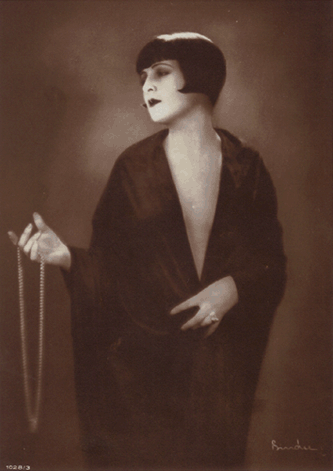
Lya de Putti photographiée par Alexander Binder.

Elle commença la scène en Autriche-Hongrie avant de rejoindre Berlin où elle intégra un ballet. Elle fit ses débuts à l'écran en 1918 dans un film de Béla Balogh et devint première danseuse au théâtre Wintergarten de Berlin en 1924 après être passée par la Roumanie après la République des conseils de Hongrie.
Dans ses films allemands, elle fut essentiellement remarquée après 1921 et Le Tombeau hindou et Le Tigre du Bengale, « une superproduction en deux parties réalisée par Joe May et scénarisée par Fritz Lang et Thea von Harbou ». On la vit par exemple dans une adaptation de Manon Lescaut et dans une autre production UFA, Variétés, dirigé par Ewald André Dupont et où elle côtoyait Emil Jannings. Elle tourna aussi avec Conrad Veidt, Alfred Abel, Werner Krauss, Grete Mosheim et Lil Dagover. Elle fut aussi dirigée par F. W. Murnau (dans La Terre qui flambe, film légendaire qui fut longtemps considéré comme perdu avant d'être retrouvé chez un curé), Arthur Robison et Fritz Lang.
En 1926, Lya de Putti partit pour les États-Unis où elle fut engagée par Adolph Zukor, de la Paramount Pictures, puis par Cosmopolitan Productions et les Studios Universal. Pour James Young, Manfred Noa ou Nils Olaf Chrisander, elle joua les femmes fatales, coiffée comme Louise Brooks et Colleen Moore. Elle apparut dans The Sorrows of Satan (de D. W. Griffith), et seuls les Européens purent voir la version où elle était nue. Elle tourna aussi avec des acteurs comme Adolphe Menjou et Zasu Pitts, mais sans trouver le succès, ce qui la décida à tenter sa chance à Broadway. Mais son accent la gênant, elle partit en Grande-Bretagne tourner des films muets et améliorer son accent pour pouvoir jouer dans des films parlants.
Elle serait morte en 1931 d'une pneumonie, conséquence d'une opération destinée à retirer de son œsophage un os de poulet.

## Filmographie sélective
- 1921 : Le Tombeau hindou
- 1922 : La Terre qui flambe
- 1922 : Le Fantôme
- 1922 : Othello
- 1925 : Variétés,
- 1926 : Manon Lescaut
- 1926 : Les Chagrins de Satan
- 1928 : Buck Privates de Melville W. Brown
- 1929 : The Informer